# Оператор (генетика)

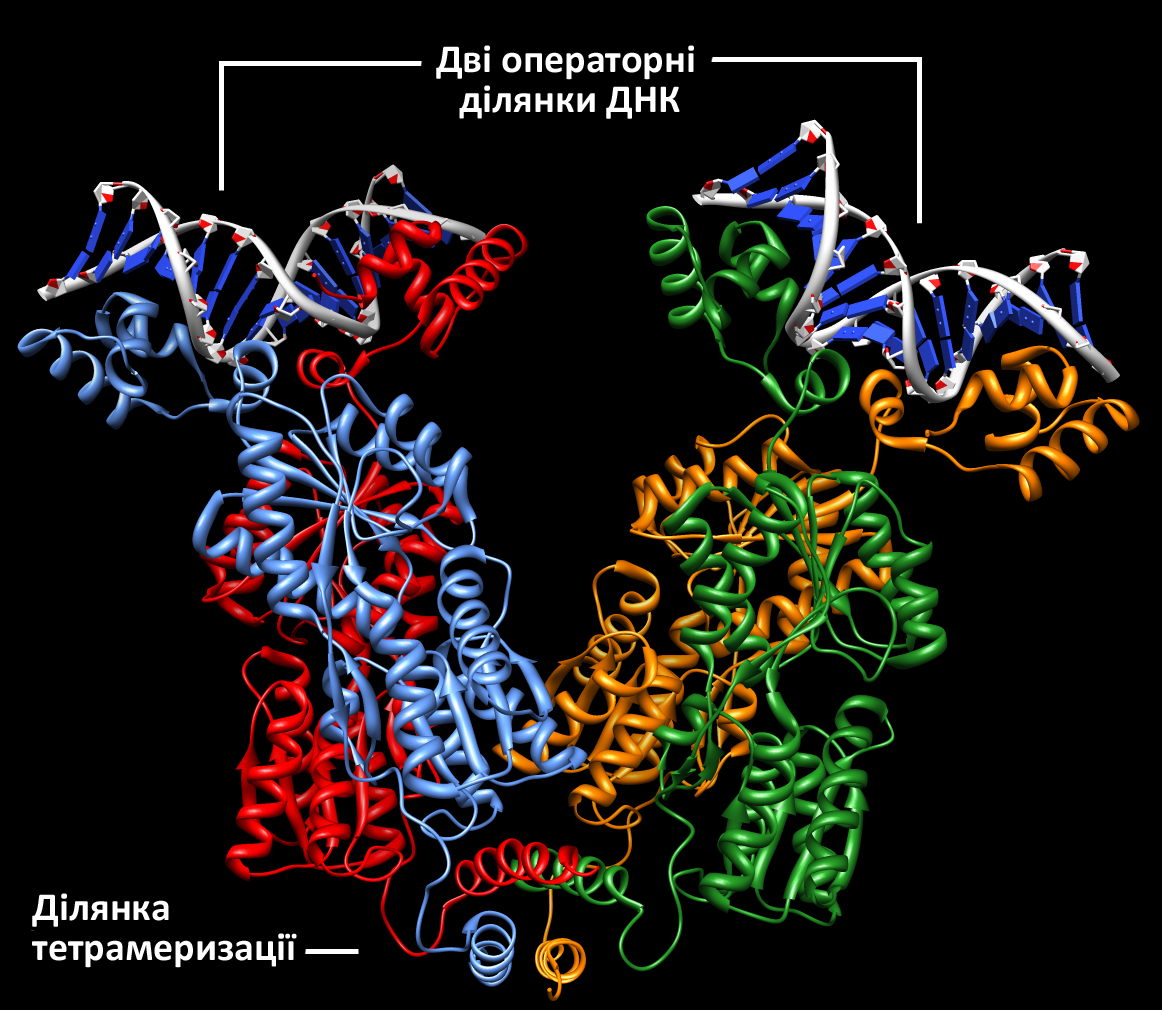
Тетрамер lac-репресора, зв'язаний із двома операторними ділянками. Така взаємодія викликає формування петлі у структурі ДНК

Оператор або операторна послідовність — регуляторна послідовність ДНК прокаріот, що є місцем зв'язування транскрипційних факторів. Регуляторні білки, приєднані до оперона, можуть по-різному впливати на транскрипцію: перешкоджати зв'язуванню РНК-полімерази із промотором, або, навпаки, сприяти такій взаємодії.
Кожна операторна ділянка має унікальну послідовність нуклеотидів, яка може розпізнаватись регуляторними білками. Останні мають спеціальні ДНК-зв'язувальні домени, здатні взаємодіяти із специфічним для кожної послідовності набором атомів, що експонуються у великий жолобок ДНК. Транскрипційні фактори часто мають дві ДНК-зв'язуючі ділянки або функціонують у димерній формі, через це оператори зазвичай мають паліндромні послідовності, як наприклад консенсус-оператор оперонів PR та PRM фага лямбда:
```
T A T C A C C G C C G G T G A T A
| | | | | | | | | | | | | | | | |
A T A G T G G C G G C C A C T A T

```

Прикладами найкраще вивчених операторів можуть бути:
- Три оператори лактозного оперону кишкової палички o1 або om (положення +11), o2 (+412) і o3 або oa (-82) — місця зв'язування білка lac-репресора. Цей білок функціонує у формі тетрамера, тому може зв'язуватись з двома операторами водночас, що викликає утворення петель в ДНК.
- Оператор триптофанового оперону — місце зв'язування триптофанового репресора;
- Оператори правого і лівого ранніх оперонів фага лямбда, які є місцям зв'язування лямбда-репресора та білка Cro.[1]